# Битва на собачьем поле
Би́тва на соба́чьем по́ле — сражение близ столицы Силезии Вроцлава между войсками Священной Римской империи, действовавшими по приглашению изгнанного князя Збигнева из династии Пястов, и польским войском его сводного брата Болеслава III 24 августа 1109 года.
Армию Империи возглавлял король Генрих V, вторгшийся в Польшу после того, как Болеслав напал на Богемские земли за год до этого. Битва окончилась победой поляков Болеслава III, после чего король Генрих V отступил из Польши.
По сообщению Винцентия Кадлубека в его «Хроника и происхождение королей и правителей Польских» (лат. Chronica seu originale regum et principum Poloniae), «собаки, пожирая множество трупов [павших], впали в безумную свирепость, так, что никто не смел похоронить там погибших». Поле битвы стало известно как «Собачье поле» (пол. Psie Pole). Это сообщение, однако, подвергается сомнению современными исследователями, считающими, что битва в действительности представляла собой малозначительную стычку, и хроника Кадлубека, написанная сто лет спустя, не может считаться достоверным свидетельством.
В наши дни Собачье поле является районом современного Вроцлава.